# Football Club Eindhoven 2014-2015
Questa voce racchiud i dati per la stagione 2014-2015 del Football Club Eindhoven.

## Rosa
| N. |                        | Ruolo | Calciatore            |
| -- | ---------------------- | ----- | --------------------- |
| 1  | Belgio (bandiera)      | P     | Tom Muyters           |
| 12 | Paesi Bassi (bandiera) | P     | Chiel Kramer          |
| 16 | Australia (bandiera)   | P     | Luke Kairies          |
| 27 | Paesi Bassi (bandiera) | P     | Paul van der Helm     |
| 2  | Belgio (bandiera)      | D     | Timothy Durwael       |
| 3  | Suriname (bandiera)    | D     | Norichio Nieveld      |
| 4  | Belgio (bandiera)      | D     | Chiró N'Toko          |
| 5  | Belgio (bandiera)      | D     | Maxime Gunst          |
| 20 | Paesi Bassi (bandiera) | D     | Ivo Rossen            |
| 22 | Belgio (bandiera)      | D     | Sebastiaan De Wilde   |
| 14 | Belgio (bandiera)      | C     | Fries Deschilder      |
| 6  | Paesi Bassi (bandiera) | C     | Jens van Son          |
| 17 | Paesi Bassi (bandiera) | C     | Branco van den Boomen |

| N. |                        | Ruolo | Calciatore           |
| -- | ---------------------- | ----- | -------------------- |
| 18 | Paesi Bassi (bandiera) | C     | Paul Beekmans        |
| 21 | Belgio (bandiera)      | C     | Tibeau Swinnen       |
| 24 | Paesi Bassi (bandiera) | C     | Mitch van der Ven    |
| 25 | Paesi Bassi (bandiera) | C     | Thomas Horsten       |
| 7  | Paesi Bassi (bandiera) | A     | Roald van Hout       |
| 8  | Belgio (bandiera)      | A     | Jason Bourdouxhe     |
| 9  | Paesi Bassi (bandiera) | A     | Anthony van den Hurk |
| 10 | Paesi Bassi (bandiera) | A     | Tom Boere            |
| 11 | Paesi Bassi (bandiera) | A     | Torino Hunte         |
| 15 | Paesi Bassi (bandiera) | A     | Diego Karg           |
| 19 | Portogallo (bandiera)  | A     | Miguel Lopes         |
| 23 | Brasile (bandiera)     | A     | Júnior               |
| 26 | Paesi Bassi (bandiera) | A     | Joey Sleegers        |

## Risultati

### Campionato

#### Girone di andata
| 8 agosto 2014, ore 14:30 1ª giornata | N.E.C. | 3 – 1 | Eindhoven |  |

| Eindhoven 15 agosto 2014, ore 20:00 2ª giornata | Eindhoven | 3 – 0 | Emmen | Jan Louwers Stadion |

| 22 agosto 2014, ore 20:00 3ª giornata | Roda JC | 2 – 1 | Eindhoven |  |

| Eindhoven 25 agosto 2014, ore 20:00 4ª giornata | Eindhoven | 2 – 1 | Almere City | Jan Louwers Stadion |

| 29 agosto 2014, ore 20:00 5ª giornata | Jong PSV | 1 – 3 | Eindhoven |  |

| Eindhoven 12 settembre 2014, ore 16:30 6ª giornata | Eindhoven | 2 – 0 | Achilles '29 | Jan Louwers Stadion |

| 19 settembre 2014, ore 20:00 7ª giornata | Fortuna Sittard | 0 – 2 | Eindhoven |  |

| Eindhoven 26 settembre 2014, ore 20:00 8ª giornata | Eindhoven | 1 – 0 | VVV-Venlo | Jan Louwers Stadion |

| Eindhoven 3 ottobre 2014, ore 20:00 9ª giornata | Eindhoven | 2 – 0 | RKC Waalwijk | Jan Louwers Stadion |

| 17 ottobre 2014, ore 20:00 10ª giornata | Oss | 3 – 0 | Eindhoven |  |

| 24 ottobre 2014, ore 20:00 11ª giornata | Telstar | 0 – 5 | Eindhoven |  |

| Eindhoven 31 ottobre 2014, ore 20:00 12ª giornata | Eindhoven | 2 – 1 | Jong Ajax | Jan Louwers Stadion |

| 7 novembre 2014, ore 20:00 13ª giornata | MVV | 1 – 2 | Eindhoven |  |

| Eindhoven 21 novembre 2014, ore 20:00 14ª giornata | Eindhoven | 0 – 1 | Jong Twente | Jan Louwers Stadion |

| 28 novembre 2014, ore 20:00 15ª giornata | Volendam | 2 – 3 | Eindhoven |  |

| Eindhoven 1 dicembre 2014, ore 20:00 16ª giornata | Eindhoven | 3 – 0 | Helmond Sport | Jan Louwers Stadion |

| 6 dicembre 2014, ore 19:45 17ª giornata | Den Bosch | 0 – 0 | Eindhoven |  |

| Eindhoven 12 dicembre 2014, ore 20:00 18ª giornata | Eindhoven | 4 – 3 | De Graafschap | Jan Louwers Stadion |

| 19 dicembre 2014, ore 16:30 19ª giornata | Sparta Rotterdam | 2 – 0 | Eindhoven |  |

#### Girone di ritorno
| Eindhoven 16 gennaio 2015, ore 20:00 20ª giornata | Eindhoven | 3 – 0 | N.E.C. | Jan Louwers Stadion |

| 23 gennaio 2015, ore 20:00 21ª giornata | Achilles '29 | 1 – 1 | Eindhoven |  |

| Eindhoven 30 gennaio 2015, ore 20:00 22ª giornata | Eindhoven | 2 – 1 | Jong PSV | Jan Louwers Stadion |

| Eindhoven 6 febbraio 2015, ore 20:00 23ª giornata | Eindhoven | 0 – 2 | Roda JC | Jan Louwers Stadion |

| 9 febbraio 2015, ore 20:00 24ª giornata | Almere City | 2 – 1 | Eindhoven |  |

| Eindhoven 13 febbraio 2015, ore 20:00 25ª giornata | Eindhoven | 3 – 1 | Fortuna Sittard | Jan Louwers Stadion |

| Eindhoven 20 febbraio 2015, ore 20:00 26ª giornata | Eindhoven | 2 – 0 | Den Bosch | Jan Louwers Stadion |

| 27 febbraio 2015, ore 20:00 27ª giornata | De Graafschap | 1 – 0 | Eindhoven |  |

| Eindhoven 6 marzo 2015, ore 16:30 28ª giornata | Eindhoven | 3 – 1 | Volendam | Jan Louwers Stadion |

| 13 marzo 2015, ore 20:00 29ª giornata | Helmond Sport | 2 – 3 | Eindhoven |  |

| 16 marzo 2015, ore 20:00 30ª giornata | Emmen | 3 – 2 | Eindhoven |  |

| Eindhoven 20 marzo 2015, ore 20:00 31ª giornata | Eindhoven | 1 – 0 | Sparta Rotterdam | Jan Louwers Stadion |

| 3 aprile 2015, ore 20:00 32ª giornata | Jong Ajax | 1 – 2 | Eindhoven |  |

| Eindhoven 6 aprile 2015, ore 14:30 33ª giornata | Eindhoven | 1 – 0 | Telstar | Jan Louwers Stadion |

| 10 aprile 2015, ore 20:00 34ª giornata | VVV-Venlo | 2 – 1 | Eindhoven |  |

| 17 aprile 2015, ore 20:00 35ª giornata | RKC Waalwijk | 0 – 1 | Eindhoven |  |

| Eindhoven 24 aprile 2015, ore 20:00 36ª giornata | Eindhoven | 2 – 1 | Oss | Jan Louwers Stadion |

| 1 maggio 2015, ore 20:00 37ª giornata | Jong Twente | 0 – 1 | Eindhoven |  |

| Eindhoven 8 maggio 2015, ore 20:00 38ª giornata | Eindhoven | 5 – 1 | MVV | Jan Louwers Stadion |